# Gerhard Thiele
Gerhard Paul Julius Thiele Dr. (Heidenheim an der Brenz, 1953. szeptember 2. –) német fizikus, űrhajós.

## Életpálya
A középiskola elvégzését követően önkéntesként szolgált a haditengerészetnél. 1976-tól 1982-ig fizikát tanult a müncheni Lajos–Miksa Egyetemen. Ugyanitt 1985-ben doktorált (Ph.D.). 1986-1987 között a Princetoni Egyetemen posztdoktori képzésben vett részt. Tudományos munkaterülete az óceánok viharainak vizsgálata az éghajlatváltozások tükrében.
1986. augusztus 3-tól a Deutsche Forschungs- und Versuchsanstalt für Luft- und Raumfahrt (DFVLR) jelentkezőket keresett a második német Spacelab-küldetésre. A követelmények teljesítését követően 1799 jelöltből 13 fő (9 férfi és 4 nő) felelt meg a követelményeknek. Közülük 5 főt választottak ki (Renate Brümmer, Heike Walpot, Gerhard Thiele, Hans Schlegel és Ulrich Walter) űrhajóskiképzésre. 1988-ban a DFVLR székhelyén, Kölnben tényleges (előzetes) űrhajós kiképzésben részesültek. 1990-től kezdték felkészíteni a csoport tagjait a Spacelab tervezett feladatainak ellátására. 1992-ben a Lyndon B. Johnson Űrközpontban, valamint a Jurij Gagarin Űrhajóskiképző Központban, sikeres vizsgák után Thiele megkezdhette szolgálatát. Egyetlen űrszolgálata alatt összesen 11 napot, 5 órát és 39 percet töltött a világűrben. 1994-től a német űrügynökség (DARA) stratégiai tervezőcsoportjának vezetője, illetve aktív tagja a Nemzetközi Asztronautikai Akadémiának (IAA). Űrhajós pályafutását 2005 októberében fejezte be. 2010. április 1-től Bécsben képviseli az európai űregyüttműködést. 2013. július 1-től az ESA egyik igazgatójaként az európai űrrepülésekért, valamint a stratégiai tervezésért felel (KSH-K).

## Űrrepülések
Az STS–99, a Endeavour űrrepülőgép 14. repülésének rakományfelelőse volt. A német Deutsche Zentrum für Luft- und Raumfahrt (DLR) űrügynökség javaslatára az Európai Űrügynökség (ESA) küldte a NASA kiképző bázisára. A High-Definition Television (HDTV) kamerával a Föld megfigyelését végezték. A Föld szárazföldi felszínének több mint 47 millió mérföld területéről készült nagy pontosságú háromdimenziós topográfiai térkép. Egyetlen űrszolgálata alatt összesen 11 napot, 5 órát és 39 percet (269 óra) töltött a világűrben. 6 540 000 kilométert (4 060 000 mérföldet) repült, 182-szer kerülte meg a Földet.

### Tartalék személyzet
- A Columbia űrrepülőgép STS–55 küldetésének tartalék küldetésfelelős specialistája volt.
- A Szojuz TMA–4 küldetésének tartalék fedélzeti mérnöke volt.

## Írásai
Több kiadvány szerzője, szakértője az óceánok viharainak, azok fizikai-kémiai hatásainak.